# Cissus humbertianus
Cissus humbertianus är en vinväxtart som beskrevs av Descoings. Cissus humbertianus ingår i släktet Cissus och familjen vinväxter. Inga underarter finns listade i Catalogue of Life.